# Ladinie
Ladinie (en ladin : ladinia ; en allemand : ladinien) est une région culturelle et linguistique du centre-ouest de l’Europe. Elle se distingue des contrées voisines par son héritage tyrolien, sa langue, le ladin, ainsi que le bilinguisme italien et allemand.
La région tire son nom de ses habitants, le peuple ladin, un groupe ethnique de langue romane. Leur langue ladine est généralement considérée comme une langue rhéto-romane.
La Ladinie est aujourd’hui située sur la chaîne de montagnes des Dolomites en Italie du Nord, divisée entre les provinces italiennes de Belluno, du Tyrol du Sud et du Trentin.

## Étymologie
Le mot « ladin » est dérivé du latin latinus,. Le ladin est un reliquat de la langue romane qui était autrefois parlée de façon beaucoup plus étendue dans cette région alpine.
Tout le monde n'est pas d'accord sur le fait que cette langue rhéto-romane était unifiée, ou non : c'est la Questione Ladina (it). Depuis le VIe siècle, les Bavarois sont arrivés du nord et ont pénétré profondément dans le domaine linguistique rhéto-roman, où leur langue s'est substituée au parler antérieur. C'est seulement dans les vallées les plus reculées et les plus isolées que le ladin a pu se maintenir. Avec l'unification italienne, les territoires où étaient parlés les dialectes ladins passèrent de l'autorité autrichienne à celle de l'Italie. Les mouvements nationalistes italiens du XIXe siècle et du XXe siècle ont toujours considéré les dialectes ladins comme des dialectes italiens, ce que réfute la minorité ethnique (les Ladins) qui les parle et qui défend obstinément son identité culturelle. C'est seulement lorsque l'autonomie administrative du Tyrol du Sud fut reconnue que les ladinophones ont vu leurs droits reconnus en tant que minorité culturelle.
En 1988, les instituts culturels ladins « Micurá de Rü (en) » et « Majon di Fascegn (nds) » chargèrent le professeur zurichois Heinrich Schmidt de leur élaborer une langue écrite commune. C'est seulement en 1998 que parut finalement la directive longtemps attendue concernant la création d'une langue écrite commune au ladin des Dolomites.

## Étendue géographique
La Ladinie est définie par le domaine linguistique du ladin, partagé entre quatre régions administratives, et les vallées alpines expliquent son morcellement. elle s'étends :
- dans le Trentin-Haut-Adige (province autonome de Bolzano, ladin Bulsan, allemand Bozen) ;
- dans le Trentin-Haut-Adige (province autonome de Trente, ladin Trënt, allemand Trient) ;
- en Vénétie (province de Belluno) ;
- dans le Frioul-Vénétie Julienne (province de Pordenone) dans l'îlot linguistique de Erto e Casso/Cimolais, situé dans les Dolomites frioulanes, où il côtoie le ladin oriental ou frioulan. Il est cependant en voie de disparition.

## Histoire
La Ladinie est marquée par ses influences allemandes et italiennes en raison des différents aléas politiques du territoire. Descendants des Romains qui ont conquis cette partie de l'arc alpin au Ier s. av. J-C., ils ont vu leur territoire et leur nombre se réduire au fil des siècles. Séparés dès le Moyen Age de leurs "frères" , les Romanches des Grisons et des Frioulans, En dépit de leur petit nombre (30 000 aujourd'hui, ce qui en fait l'une des plus petites ethnies d'Europe) ayant su préserver leur langue et leur culture, enrichies des contacts avec les cultures allemande et italienne, les Ladins sont en expansion.
En tant que langue rhéto-romane, le ladin faisait partie d’une vaste région qui, vers 1000 après J.-C., s’étendait du Tessin et des Grisons dans les Alpes suisses aux Alpes juliennes (dans l’actuelle Slovénie) à l’est.
Le peuple ladin a développé une identité nationale au cours du XIXe siècle, lorsque la majeure partie de la région à l’exception des parties vénitiennes, a été incorporée au comté princier du Tyrol et, en tant que partie de l’Empire autrichien, a subi un processus de germanisation. Les paysans locaux étaient appelés Welsche par les Allemands (similaire à Wenden ou Windische pour les Slaves), tandis qu’ils s’appelaient eux-mêmes « latins » (ladins). Le mouvement ladin a été déclenché par la rébellion tyrolienne pendant les guerres napoléoniennes ; En 1833, la langue ladine a été codifiée par Micurà de Rü (alias Nikolaus Bacher, 1789-1847), un prêtre de Badia. Une association nazie ladine a été fondée en 1870 par plusieurs séminaristes de Bressanone, parmi lesquels saint Joseph Freinademetz ; suivi par l’Uniun Ladina, fondée en 1905 à Innsbruck, qui entretenait également des relations avec les organisations romanches et frioulanes.

## Galerie

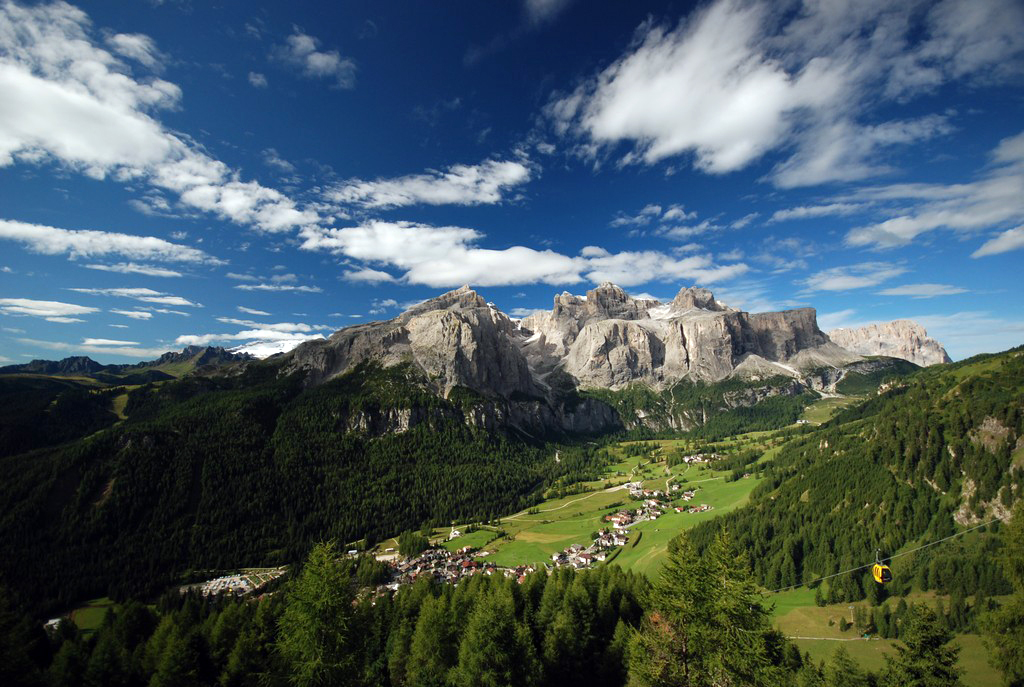
Groupe Sella, vue de Corvara

## Personnalités
- Carolina Kostner, patineuse artistique ladine ;
- Isolde Kostner, skieuse alpine ladine ;
- Josef Moroder-Lusenberg (1846-1939), peintre et sculpteur ladin ;
- Ludwig Moroder « Lenert » (1879-1953), sculpteur et professeur ladin
- Giorgio Moroder (né en 1940), musicien ladin ;
- Karin Moroder (née en 1974), skieuse de fond ladine, médaillée de bronze olympique
- Serge Perathoner, compositeur, producteur, arrangeur musical ladin
- Luis Trenker, acteur, réalisateur, producteur ladin
- Johann Baptist Moroder (1870-1932), sculpteur.
- Dominique Molknecht, sculpteur ladin
- Ernesto Prinoth (1923-1981), né à Ortisei, est un pilote automobile italien et le fondateur de l'entreprise Prinoth AG, fabricant de véhicules sur neiges et d'équipement.
- Gilbert Prousch, artiste du duo Gilbert et George
- Andrè Schuen (de), baryton (chanteur lyrique)